# Bretby Hall
Bretby Hall est une maison de campagne à Bretby, Derbyshire, Angleterre, au nord de Swadlincote et à l'est de Burton upon Trent, à la frontière avec le Staffordshire. Il s'agit d'un bâtiment classé Grade II. Le nom Bretby signifie "lieu d'habitation des Britanniques".

## Histoire

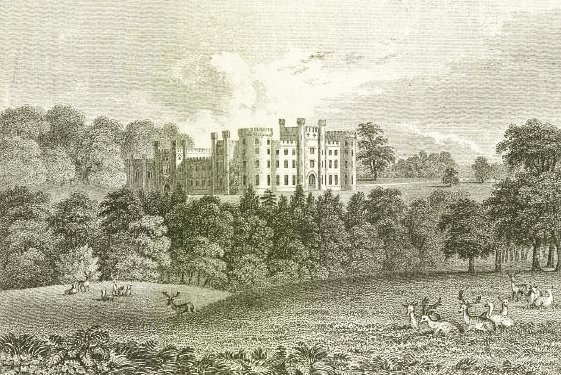
Bretby Hall vers 1850

Le premier Bretby Hall est construit en 1630 après que Thomas Stanhope ait acheté le manoir de Bretby à la famille de Stephen de Segrave, à qui il a été accordé par Ranulph de Blondeville, 4e comte de Chester.
En 1628, son petit-fils Philippe est nommé comte de Chesterfield par le roi Charles Ier d'Angleterre. Dès lors, Bretby Hall est la demeure ancestrale des comtes de Chesterfield.
Le deuxième comte est responsable d'un remodelage complet des jardins afin que certains les comparent favorablement aux jardins de Versailles.
Le cinquième comte démolit le manoir et a construit la maison actuelle (vers 1812) selon une conception de Sir Jeffry Wyatville. Le sixième comte, connu sous le nom de «comte de course», aime le cricket et le tir, et construit un terrain de cricket et élève du gibier à plumes.
Après la mort du septième comte en 1871, le domaine passe à sa mère veuve, Anne Elizabeth, comtesse douairière de Chesterfield  qui est une amie proche de Benjamin Disraeli. À la mort de la comtesse, ses domaines sont dévolus à Lord Porchester, le fils aîné de sa fille, Evelyn (décédée en 1875), qui a épousé Henry Herbert (4e comte de Carnarvon) en 1861. Le 5e comte de Carnarvon, le célèbre égyptologue pour qui Howard Carter découvre la tombe de Toutânkhamon, commence à démanteler le domaine de Bretby pendant la Première Guerre mondiale. Les Carnarvons n'ont jamais vécu à Bretby Park, préférant leur château de Highclere, près de Newbury, Berkshire. Ils font cependant des visites régulières, en particulier pour la chasse. Le domaine principal est vendu à John Downing Wragg, un industriel de Swadlincote. Le produit aide à financer la recherche par Carter de la tombe de Toutankhamon en Égypte au début des années 1920.

## Bretby Hall aujourd'hui

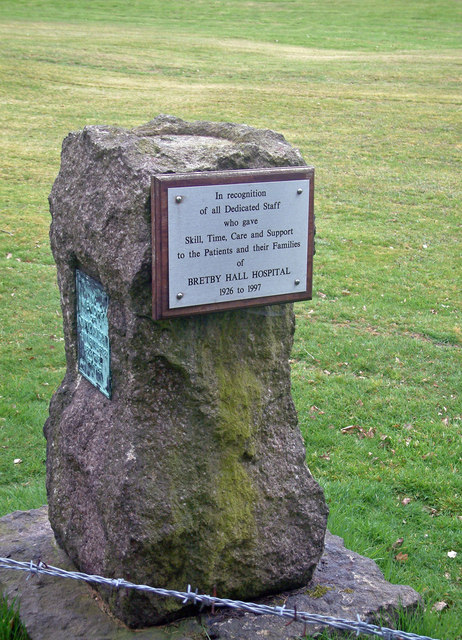
Monument pour l'hôpital Bretby Hall

En 1926, le manoir estvendu au Derbyshire County Council et est géré comme Bretby Hall Hospital jusqu'au 28 février 1997. Il ouvre ses portes en tant que sanatorium pour soigner les enfants, puis devient un centre orthopédique.
La maison est vendue à un promoteur privé et convertie en appartements et suites de luxe .